# Protosphaeroniscus tertiarius
Protosphaeroniscus tertiarius là một loài chân đều trong họ Scleropactidae. Loài này được Schmalfuss miêu tả khoa học năm 1980.